# 新街镇 (高安市)
新街镇，是中华人民共和国江西省宜春市高安市下辖的一个乡镇级行政单位。

## 行政区划
新街镇下辖以下地区：
新街墟社区、贾家集镇社区、站上村、大港村、新街村、协塘村、稳泉村、建成村、邓家村、景贤村、杨桥村、月塘村、西港村、源塘村、城上村和江渡村。

## 中国传统村落
2012年，贾家村被评为首批“中国传统村落”。